# Supermercado Nordestão
Supermercado Nordestão é uma rede de supermercados brasileira com atuação na Região Metropolitana de Natal, no estado do Rio Grande do Norte. A rede conta com 13 (treze) grandes lojas, sendo 9 (nove) no segmento varejo e 4 (quatro) no segmento atacado.
Aos 50 anos de existência é a maior rede de supermercados do Estado. Detém atualmente, segundo pesquisa da Nielsen (2014), 62% das vendas do segmento no mercado e ocupa o 38° lugar no Ranking da Associação Brasileira de Supermercados (ABRAS 2023), dentre 500 supermercados avaliados.
81ª maior empresa varejista do país, segundo ranking do Ibevar em 2012, é a primeira rede de supermercados do país a receber a certificação PAS (Programa Alimentos Seguros) desenvolvido pelo Senac e pela Confederação Nacional das Indústrias — CNI. A empresa faz parte da Rede Brasil de Supermercados.

## História
Fundada em setembro de 1972 por Leôncio Etelvino de Medeiros, a empresa conta com mais de 4.000 funcionários e possui um Centro Administrativo e Logístico em Parnamirim, onde funciona a direção da empresa e os setores administrativos. O centro está localizado na BR 101 próxima a entrada de Natal, responsável pelo abastecimento de todas as lojas.
Líder em seu segmento na capital potiguar, dados de 2009 apontavam que a empresa detinha a maior venda de varejo por metro quadrado de área do país, estando, à época, entre as trinta maiores redes de supermercado do Brasil.
Em 2012, o grupo ingressa no ramo de "atacarejo" com a criação de uma nova bandeira, o "SuperFácil Atacado", inaugurando a primeira loja da rede em 2012 em um município da Região Metropolitana de Natal.
No ano de 2019, mais unidade foi inaugurada na capital norte-riograndense. Encontra-se ao lado da Rodoviária de Natal. Em 2021, a empresa expande-se para terras vizinhas com a abertura do SuperFácil João Pessoa e em 2022 a expansão do Nordestão continua com a inauguração do tão aguardado SuperFácil Zona Norte, na região metropolitana de Natal.